# صبا آزاد
صبا آزاد (بالإنجليزية: Saba Azad)‏ هي ممثلة هندية، ولدت في 1985 في دلهي في الهند.

## أعمال

### أفلام
- (2011) ماجهسي فراندشيب كاروجي

## وصلات خارجية
- صبا آزاد على موقع IMDb (الإنجليزية)
- صبا آزاد على موقع ميوزك برينز (الإنجليزية)
- صبا آزاد على موقع قاعدة بيانات الفيلم (الإنجليزية)